# Traducció multimèdia
La traducció audiovisual (amb les sigles AVT en anglès i TAV, utilitzades de vegades en castellà) o traducció multimèdia és una subdisciplina dels Estudis de Traducció. La traducció audiovisual es defineix com la transferència de textos multimodals o multimèdies a altres llengües. Aquestes produccions audiovisuals són multimodals perquè per a realitzar-se es recolzen en un rang ampli de recursos o maneres (llenguatge, imatge, música, color, etc.). Se'n diuen igualment multimèdies perquè es transmeten d'una manera sincronitzada per diferents mitjans.El terme traducció multimèdia ha estat qüestionat per la seva associació al camp de les TIC i screen translation, ja que deixa fora el teatre i la ràdio.

## Origen
La traducció audiovisual té els seus inicis durant el període del cinema mut, amb els intertítuls de les pel·lícules. Més endavant, quan el cinema deixa de ser mut, sorgeix el problema de la comercialització de pel·lícules en altres mercats, per la qual cosa es comencen els treballs de subtitulatge i doblatge. És cap a finals del segle xx  quan la recerca acadèmica s'interessa pel fenomen i es comencen a fer estudis formals de la disciplina.

## Tipus de TAV
Frédéric Chaume distingeix, basant-se en la classificació de Roman Jakobson, entre traducció interlingual i intralingual en la transferència de textos audiovisuals. La primera fa referència al procés entre dues llengües i cultures i, la segona, dins d'una mateixa llengua i cultura (maneres d'accessibilitat). Distingeix també dues grans categories: subtitulació (captioning) i resonorización (revoicing).

### Resonorización
Dins d'aquesta categoria, es classifiquen:
1. Audiodescripció: tipus de traducció per als discapacitats visuals en els quals una veu narrativa descriu el que succeeix en escena. No existeix un consens sobre si pròpiament és traducció.
2. Comentari (free commentary): forma de doblatge més pròxima a l'adaptació que a la traducció, exigeix una cerca i recerca més àmplia, perquè s'enuncia un discurs propi d'allò que veu el comentador. Sol usar-se en vídeos còmics o esportius d'alguns països d'Europa.
3. Doblatge: se substitueixen les veus dels participants per veus en una altra llengua. El seu ús és estès en moltes parts del món, sobretot en nacions europees i asiàtiques, per tant, és la pràctica més popular. És un procés peculiar de traducció perquè el text que lliura el traductor no és la meta, sinó el punt de partida el qual passarà per diverses etapes i sofrirà modificacions.[5]
4. Veus superposades (voice-over): en aquesta tècnica es reprodueix l'àudio original en un volum més baix al mateix temps que la versió traduïda. S'usa molt amb documentals i a Rússia, Polònia i diversos països exsoviéticos.
5. Fandub: doblatges casolans, principalment de sèries animades que no han arribat a la llengua meta. El seu auge es deu a l'ús estès de les TIC.
6. Interpretació simultània (simultaneous interpretation of film): pràcticament en desús, es fa interpretació simultània en el lloc on es projecta la pel·lícula. Encara es pot trobar a Tailàndia, a causa dels costos de doblatge i la taxa d'analfabetisme.

### Subtitulació
En aquesta rúbrica, es classifiquen:
1. Subtitulat: incorpora un text escrit en la llengua meta a la pantalla que coincideix amb els diàlegs de la pel·lícula o programa. Encara que Díaz-Cintas sosté unes 180 ppm (paraules per minut) s'ha convertit en la norma occidental, el procés de subtitulatge no s'ha estandaritzat. Generalment, es troben aquests passos: pretraducció, la traducció de la llista de diàlegs abans de crear els subtítols; adaptació, la separació i ajust de text pre-traduït en unitats de subtitulatge; i el spotting (codificació), la captura dels temps en els quals inicien i acaben en pantalla els subtítols.[6]
2. Sobretitulatge: usada en el teatre, el nom es deu a la posició en què es troben (per sobre de l'escenari); projecta diàlegs o la trama en el cas de l'òpera.
3. Subtitulat automàtic (respeaking): subtitulat en viu, ocupa programari de reconeixement de veu i s'usa en transmissions en directe.
4. Subtitulat per als discapacitats auditius: generalment és traducció intralingüística; a vegades, s'utilitzen colors o els noms per a distingir als personatges, així com s'incorporen les lletres de cançons i els sons incidentals amb onomatopeies o frases, solen durar més temps en pantalla.
5. Fansub: subtitulat casolà, acostuma a requerir major velocitat perquè les traduccions solen ser més extrangeritzades (apegades a la llengua font).

## Recerca de la TAV
En la dècada dels anys 1970, els estudis descriptius de traducció (amb les sigles DTS en anglès) de James Holmes van guanyar pes i fou llavors quan van aparéixer, amb base a aquestes preceptives, els primers estudiosos de la TAV. L'avançament dels Estudis de Traducció ha permès ampliar les perspectives teòriques i amb això, la possibilitat d'establir marcs per a l'estudi de la TAV. Díaz-Cintas identifica tres marcs que han estat productius per a la disciplina:

### Teoria dels polisistemes
Formulada en els Estudis de Traducció per Itamar Even-Zohar l'any 1978, és una teoria que s'ha utilitzat en la recerca de la TAV per a explicar les pel·lícules doblegades i traduïdes com a part d'un sistema cultural. Aquesta perspectiva permet analitzar les relacions entre les produccions nacionals i les pel·lícules estrangeres i sistematitzar les coincidències o desfasaments que existeixen entre els diàlegs originals i els traduïts.

### Teoria de les normes
Amb base en les formulacions de Gideon Toury (formulada l'any 1978 i ampliada en els anys 1980 i 1995), aquesta teoria permet exposar les relacions existents entre allò abstracte, mediat per la idiosincràsia, i allò concret en el treball de traducció. Això ajuda a definir les polítiques de traducció d'un projecte i pretén explicar o justificar per què una equivalència particular va quedar assentada en un context específic. D'aquesta manera, s'abandonen les etiquetes d'una traducció correcta o incorrecta. Aquesta teoria ha donat origen a estudis productius mitjançant anàlisis contrastives.

### Teoria del patronat
L'any 1985, André Lefevere compon la teoria del patronat, en la qual s'estudien els factors extralingüístics de la traducció, com per exemple, els factors socioeconòmics i ideològics. Aquesta perspectiva s'interessa sobretot en la actuació de l'Estat (mitjançant la legislació i la censura) per a estudiar les polítiques de producció i distribució televisives o fílmiques, a més de l'existència de projeccions públiques i privades de formats audiovisuals, o la distribució internacional de sèries i pel·lícules.
Díaz-Cintas acaba observant que al final, l'estudi de la TAV té una voluntat prescriptiva, perquè busca consensos en els procediments de doblatge i subtitulat, a causa de les restriccions espaciotemporals. De la mateixa manera, conclou que les perspectives lingüístiques són també necessàries i es complementen amb les culturals, per la qual cosa, la recerca de la TAV també resulta interdisciplinària.